# Альвара Гефельс
Альвара Гефельс (нім. Alwara Höfels; нар. 6 квітня 1982, Кронберґ-ім-Таунус, Гессен, Німеччина) — німецька акторка театру, кіно та телебачення.

## Життєпис

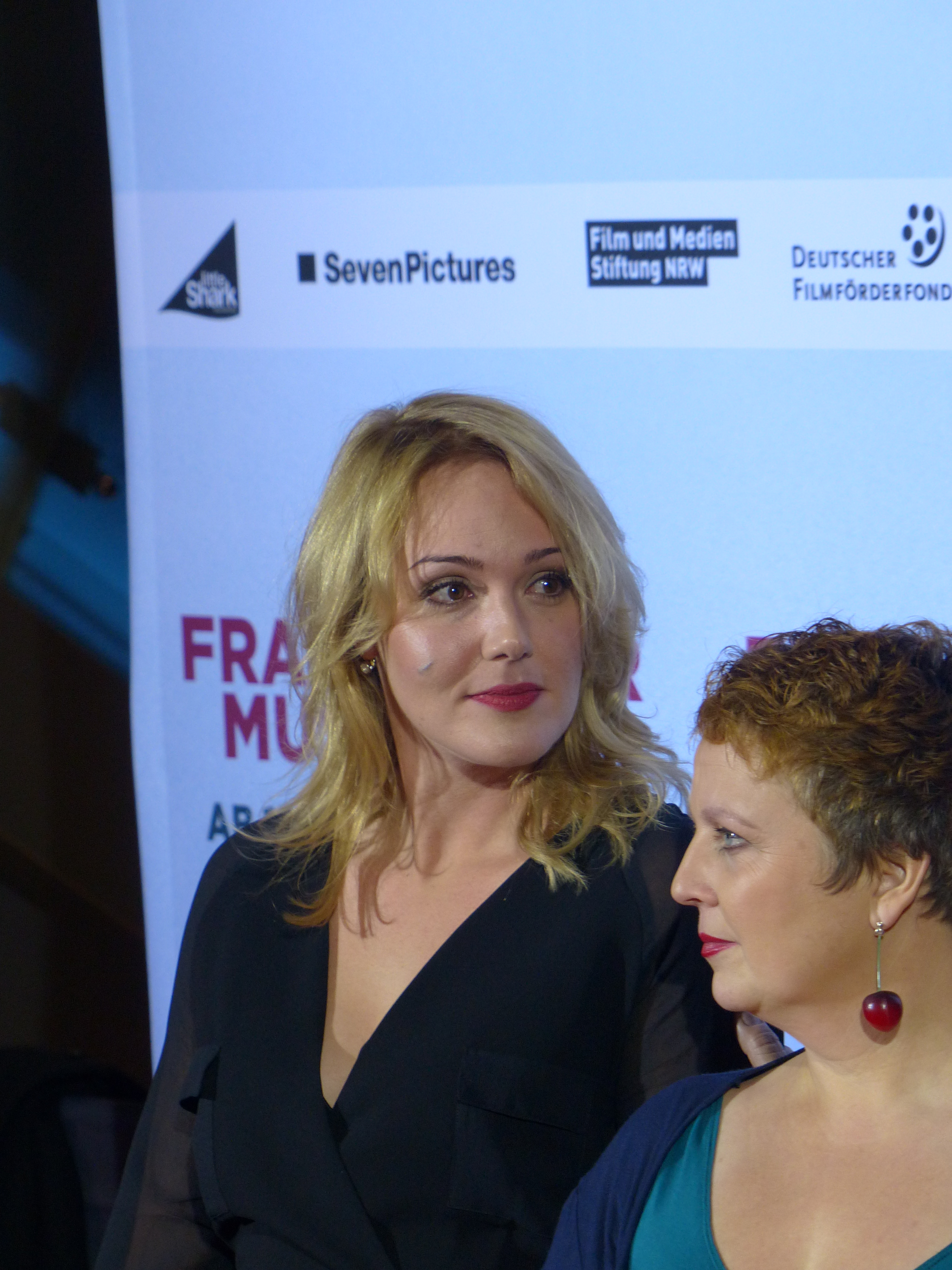
Альвара Гефельс у 2015 році

Альвара Гефельс народилася 6 квітня 1982 року в місті Кронберґ-ім-Таунус.
У 2002-2007 роках вивчала акторську майстерність в Академії драматичного мистецтва Ернста Буша в Берліні.
З 2006 по 2009 рік була акторкою Німецького театру в Берліні.

## Фільмографія
- 2018 — Стільки часу[de] / So viel Zeit — Корінн
- 2018 — Моя до біса хороша подруга / Meine teuflisch gute Freundin — Сібілла Бірнштейн
- 2013 — Пішов ти, Ґете / Fack ju Göhte — Каро Маєр
- 2011 — Різдвяних янголів не цілують[de] / Weihnachtsengel küsst man nicht — Нетті
- 2010 — Незнайомець[de] / Die Fremde — Атіфе
- 2009-2018 — Місце злочину / Tatort — Генні Сіланд / Лінда Друґер[4]
- 2009 — Фантомний біль / Phantomschmerz — барменка
- 2007 — Безвухі зайці / Keinohrhasen — Міріам Штайнфельд

## Нагороди та номінації
| Рік  | Нагорода                      | Номінація                     | Робота              | Результат |
| ---- | ----------------------------- | ----------------------------- | ------------------- | --------- |
| 2017 | Юпітер                        | Найкраща німецька телеакторка | «Мій син, розумник» | Номінація |
| 2016 | Гессенська телевізійна премія | Найкраща телеакторка          | «Рибалка»           | Перемога  |